# The Video (Backstreet Boys)
The Video es la primera compilación de videos realizada por Backstreet Boys en 1996, fue lanzada en formato VHS y VCD e incluye entrevistas inéditas, apariciones en VIVA, presentaciones en MTV y los primeros videos de su carrera.

## Listado de canciones VHS
1. We've Got It Goin' On
2. Anywhere For You
3. I'll Never Break Your Heart [Version Europea]
4. Get Down (You're The One For Me)
5. Quit Playing Games (With My Heart)
6. Just To Be Close To You [Live]
7. Boys Will Be Boys [Live]

## Listado de canciones VCD
1. Intro
2. About Backstreet Boys
3. How Did You Meet?
4. We've Got It Goin' On - Music Video
5. I'll Never Break Your Heart - A cappella Video
6. Where Did You Get Your Name?
7. Fans Questions
8. Anywhere For You - Making The Video
9. Just To Be Close To You - A cappella Video
10. Anywhere For You - Music Video
11. Touring Questions
12. I'll Never Break Your Heart - Music Video [Version Europea]
13. TV Interview
14. Get Down (You're The One For Me) - Music Video
15. What Do You Do On Stage?
16. What Does The Future On In Store?
17. Quit Playing Games (With My Heart)- Music Video

Asia Pacific Promo Tour Clips
1. Indonesia
2. Korea
3. Hong Kong
4. Taiwán
5. Singapur
6. Malaysia
7. Philippines
8. Tailandia

- Datos: Q6145453